# Clasificación de Asia para el Torneo de Fútbol en los Juegos Olímpicos de Sídney 2000
La Clasificación de Asia para el Torneo de Fútbol en los Juegos Olímpicos de Sídney 2000 se llevó a cabo del 3 de abril al 13 de noviembre de 1999 y contó con la participación de 35 selecciones de Asia para definir a tres clasificados a fútbol en los Juegos Olímpicos de Sídney 2000.

## Formato
- Primera ronda: Los 35 equipos fueron divididos en 9 gruops. Los ganadores de cada grupo clasifican a la ronda final. 12 equipos de Asia Occidental fueron divididos en cuatro grupos de tres equipos, los 5 equipos de Asia Central fueron colocados en un solo grupo, 18 equipos de Asia Oriental, Sur de Asia y Sureste de Asia fuern divididos en cuatro grupos, dos de cuatro equipos y dos de cinco equipos.
- Ronda final: Los 9 ganadores de grupo fueron divididos en tres grupos de tres equipos cada uno, enfrentándose en un sistema de todos contra todos a dos vueltas. Los ganadores de cada grupo clasifican a Sídney 2000.

## Primera Ronda

### Grupo 1
Los partidos se jugaron en Sharjah, Emiratos Árabes Unidos y Doha, Catar.
| # | País                   | J | G | E | P | GF | GC | GD  | Pts |
| - | ---------------------- | - | - | - | - | -- | -- | --- | --- |
| 1 | Catar                  | 4 | 3 | 1 | 0 | 9  | 3  | +6  | 10  |
| 2 | Emiratos Árabes Unidos | 4 | 2 | 1 | 1 | 13 | 4  | +9  | 7   |
| 3 | Yemen                  | 4 | 0 | 0 | 4 | 2  | 17 | -15 | 0   |

| Equipo 1               | Resultado | Equipo 2               |
| ---------------------- | --------- | ---------------------- |
| Yemen                  | 0-3       | Catar                  |
| Emiratos Árabes Unidos | 6–1       | Yemen                  |
| Emiratos Árabes Unidos | 0–1       | Catar                  |
| Catar                  | 3–1       | Yemen                  |
| Yemen                  | 0–5       | Emiratos Árabes Unidos |
| Catar                  | 2–2       | Emiratos Árabes Unidos |

### Grupo 2
| # | País   | J | G | E | P | GF | GC | GD | Pts |
| - | ------ | - | - | - | - | -- | -- | -- | --- |
| 1 | Kuwait | 4 | 3 | 1 | 0 | 10 | 6  | +4 | 10  |
| 2 | Omán   | 4 | 1 | 1 | 2 | 5  | 10 | -5 | 4   |
| 3 | Siria  | 4 | 1 | 0 | 3 | 8  | 7  | +1 | 3   |

| Equipo 1 | Resultado | Equipo 2 |
| -------- | --------- | -------- |
| Omán     | 2-2       | Kuwait   |
| Siria    | 1-2       | Kuwait   |
| Omán     | 1–5       | Siria    |
| Kuwait   | 3–2       | Siria    |
| Siria    | 0–1       | Omán     |
| Kuwait   | 3-1       | Omán     |

### Grupo 3
Todos los partidos se jugaron en Amán, Jordania.
| # | País           | J | G | E | P | GF | GC | GD | Pts |
| - | -------------- | - | - | - | - | -- | -- | -- | --- |
| 1 | Arabia Saudita | 4 | 2 | 2 | 0 | 8  | 4  | +4 | 8   |
| 2 | Irak           | 4 | 1 | 2 | 1 | 7  | 10 | -3 | 5   |
| 3 | Jordania       | 4 | 1 | 0 | 3 | 8  | 9  | -1 | 3   |

| Equipo 1       | Resultado | Equipo 2       |
| -------------- | --------- | -------------- |
| Jordania       | 1-3       | Arabia Saudita |
| Irak           | 4-2       | Jordania       |
| Arabia Saudita | 1–1       | Irak           |
| Arabia Saudita | 2-0       | Jordania       |
| Jordania       | 5-0       | Irak           |
| Irak           | 2–2       | Arabia Saudita |

### Grupo 4
| # | País   | J | G | E | P | GF | GC | GD | Pts |
| - | ------ | - | - | - | - | -- | -- | -- | --- |
| 1 | Baréin | 4 | 3 | 0 | 1 | 7  | 3  | +4 | 9   |
| 2 | Líbano | 4 | 1 | 1 | 2 | 4  | 5  | -1 | 4   |
| 3 | Irán   | 4 | 1 | 1 | 2 | 3  | 6  | -3 | 4   |

| Equipo 1 | Resultado | Equipo 2 |
| -------- | --------- | -------- |
| Irán     | 2-1       | Baréin   |
| Baréin   | 2–1       | Líbano   |
| Líbano   | 3–1       | Irán     |
| Baréin   | 2-0       | Irán     |
| Líbano   | 0–2       | Baréin   |
| Irán     | 1-1       | Líbano   |

### Grupo 5
| # | País         | J | G | E | P | GF | GC | GD  | Pts |
| - | ------------ | - | - | - | - | -- | -- | --- | --- |
| 1 | Kazajistán   | 8 | 5 | 2 | 1 | 20 | 9  | +11 | 17  |
| 2 | Uzbekistán   | 8 | 5 | 1 | 2 | 15 | 7  | +8  | 16  |
| 3 | Turkmenistán | 8 | 4 | 1 | 3 | 17 | 14 | +3  | 13  |
| 4 | Kirguistán   | 8 | 3 | 1 | 4 | 9  | 14 | -5  | 10  |
| 5 | Tayikistán   | 8 | 0 | 1 | 7 | 4  | 21 | -17 | 1   |

| Equipo 1     | Resultado | Equipo 2     |
| ------------ | --------- | ------------ |
| Uzbekistán   | 3-1       | Kirguistán   |
| Tayikistán   | 1–2       | Turkmenistán |
| Uzbekistán   | 3-0       | Tayikistán   |
| Tayikistán   | 0–0       | Kazajistán   |
| Turkmenistán | 1–1       | Uzbekistán   |
| Kazajistán   | 4–1       | Turkmenistán |
| Kirguistán   | 1-0       | Tayikistán   |
| Turkmenistán | 3-0       | Kirguistán   |
| Uzbekistán   | 0-2       | Kazajistán   |
| Kirguistán   | 2–1       | Turkmenistán |
| Kazajistán   | 3–1       | Uzbekistán   |
| Turkmenistán | 3–2       | Kazajistán   |
| Tayikistán   | 1–2       | Kirguistán   |
| Kazajistán   | 5-1       | Tayikistán   |
| Uzbekistán   | 3-0       | Turkmenistán |
| Kazajistán   | 1–1       | Kirguistán   |
| Tayikistán   | 0–2       | Uzbekistán   |
| Kirguistán   | 2-3       | Kazajistán   |
| Kirguistán   | 0–2       | Uzbekistán   |
| Turkmenistán | 6-1       | Tayikistán   |

### Grupo 6
Los partidos se jugaron en Hong Kong y Tokio, Japón.
| # | País      | J | G | E | P | GF | GC | GD  | Pts |
| - | --------- | - | - | - | - | -- | -- | --- | --- |
| 1 | Japón     | 8 | 8 | 0 | 0 | 52 | 1  | +51 | 24  |
| 2 | Hong Kong | 8 | 4 | 1 | 3 | 14 | 12 | +2  | 13  |
| 3 | Malasia   | 8 | 3 | 2 | 3 | 17 | 17 | 0   | 11  |
| 4 | Nepal     | 8 | 2 | 2 | 4 | 9  | 23 | -14 | 8   |
| 5 | Filipinas | 8 | 0 | 1 | 7 | 4  | 43 | -39 | 1   |

| Equipo 1  | Resultado | Equipo 2  |
| --------- | --------- | --------- |
| Filipinas | 0–13      | Japón     |
| Hong Kong | 1–2       | Nepal     |
| Nepal     | 0-5       | Japón     |
| Hong Kong | 2-2       | Malasia   |
| Filipinas | 0–1       | Nepal     |
| Malasia   | 0-4       | Japón     |
| Malasia   | 6-1       | Filipinas |
| Hong Kong | 1-4       | Japón     |
| Nepal     | 1-1       | Malasia   |
| Hong Kong | 4–1       | Filipinas |
| Filipinas | 0–1       | Hong Kong |
| Japón     | 9-0       | Nepal     |
| Nepal     | 1-2       | Hong Kong |
| Japón     | 4-0       | Malasia   |
| Nepal     | 2-2       | Filipinas |
| Malasia   | 0-3       | Hong Kong |
| Filipinas | 0–5       | Malasia   |
| Japón     | 2-0       | Hong Kong |
| Malasia   | 3-2       | Nepal     |
| Japón     | 11–0      | Filipinas |

### Grupo 7
Los partidos se jugaron en Hanói, Vietnam y Shanghái, China.
| # | País            | J | G | E | P | GF | GC | GD  | Pts |
| - | --------------- | - | - | - | - | -- | -- | --- | --- |
| 1 | China           | 6 | 6 | 0 | 0 | 20 | 0  | +20 | 18  |
| 2 | Corea del Norte | 6 | 3 | 1 | 2 | 10 | 5  | +5  | 10  |
| 3 | Birmania        | 6 | 1 | 1 | 4 | 2  | 18 | -16 | 4   |
| 4 | Vietnam         | 6 | 0 | 2 | 4 | 3  | 12 | -9  | 2   |

| Equipo 1        | Resultado | Equipo 2        |
| --------------- | --------- | --------------- |
| Birmania        | 0-1       | Corea del Norte |
| Vietnam         | 0-4       | China           |
| Vietnam         | 1-2       | Corea del Norte |
| Birmania        | 0-4       | China           |
| Vietnam         | 1-2       | Birmania        |
| Corea del Norte | 0-1       | China           |
| Corea del Norte | 6-0       | Birmania        |
| China           | 3-0       | Vietnam         |
| Corea del Norte | 1–1       | Vietnam         |
| China           | 6-0       | Birmania        |
| Birmania        | 0–0       | Vietnam         |
| China           | 2–0       | Corea del Norte |

### Grupo 8
Todos los partidos se jugaron en Seúl, Corea del Sur.
| # | País          | J | G | E | P | GF | GC | GD  | Pts |
| - | ------------- | - | - | - | - | -- | -- | --- | --- |
| 1 | Corea del Sur | 3 | 3 | 0 | 0 | 19 | 0  | +19 | 9   |
| 2 | Indonesia     | 3 | 2 | 0 | 1 | 4  | 9  | -5  | 6   |
| 3 | China Taipéi  | 3 | 1 | 0 | 2 | 5  | 10 | -5  | 3   |
| 4 | Sri Lanka     | 3 | 0 | 0 | 3 | 2  | 11 | -9  | 0   |

| Equipo 1      | Resultado | Equipo 2      |
| ------------- | --------- | ------------- |
| China Taipéi  | 1-2       | Indonesia     |
| Sri Lanka     | 0-5       | Corea del Sur |
| Indonesia     | 2–1       | Sri Lanka     |
| Corea del Sur | 7-0       | China Taipeí  |
| China Taipéi  | 4-1       | Sri Lanka     |
| Corea del Sur | 7-0       | Indonesia     |

### Grupo 9
Brunéi, Laos y Singapur abandonaron el torneo.
| Equipo 1  | Agr. | Equipo 2 | Ida | Vuelta |
| --------- | ---- | -------- | --- | ------ |
| Tailandia | 1–6  | India    | 2–0 | 0–0    |

## Ronda Final

### Grupo A
| # | País           | J | G | E | P | GF | GC | GD | Pts |
| - | -------------- | - | - | - | - | -- | -- | -- | --- |
| 1 | Kuwait         | 4 | 3 | 0 | 1 | 10 | 3  | +7 | 9   |
| 2 | Arabia Saudita | 4 | 2 | 0 | 2 | 5  | 8  | -3 | 6   |
| 3 | Catar          | 4 | 1 | 0 | 3 | 5  | 9  | -4 | 3   |

| Equipo 1       | Resultado | Equipo 2       |
| -------------- | --------- | -------------- |
| Catar          | 4-1       | Arabia Saudita |
| Arabia Saudita | 2–1       | Kuwait         |
| Kuwait         | 4-0       | Qatar          |
| Arabia Saudita | 2-0       | Catar          |
| Kuwait         | 3-0       | Arabia Saudita |
| Catar          | 1–2       | Kuwait         |

### Grupo B
| # | País          | J | G | E | P | GF | GC | GD | Pts |
| - | ------------- | - | - | - | - | -- | -- | -- | --- |
| 1 | Corea del Sur | 4 | 3 | 1 | 0 | 5  | 2  | +3 | 10  |
| 2 | China         | 4 | 1 | 1 | 2 | 3  | 4  | -1 | 4   |
| 3 | Baréin        | 4 | 1 | 0 | 3 | 3  | 5  | -2 | 3   |

| Equipo 1      | Resultado | Equipo 2      |
| ------------- | --------- | ------------- |
| Corea del Sur | 1-0       | China         |
| China         | 2–1       | Baréin        |
| Baréin        | 0–1       | Corea del Sur |
| China         | 1–1       | Corea del Sur |
| Baréin        | 1-0       | China         |
| Corea del Sur | 2–1       | Baréin        |

### Grupo C
| # | País       | J | G | E | P | GF | GC | GD  | Pts |
| - | ---------- | - | - | - | - | -- | -- | --- | --- |
| 1 | Japón      | 4 | 4 | 0 | 0 | 14 | 2  | +12 | 12  |
| 2 | Kazajistán | 4 | 1 | 1 | 2 | 5  | 6  | -1  | 4   |
| 3 | Tailandia  | 4 | 0 | 1 | 3 | 2  | 13 | -11 | 1   |

| Equipo 1   | Resultado | Equipo 2   |
| ---------- | --------- | ---------- |
| Kazajistán | 0-0       | Tailandia  |
| Kazajistán | 0-2       | Japón      |
| Japón      | 3–1       | Tailandia  |
| Tailandia  | 1-4       | Kazajistán |
| Japón      | 3-1       | Kazajistán |
| Tailandia  | 0-6       | Japón      |

## Clasificados
- Kuwait
- Corea del Sur
- Japón